# 萨拉站
萨拉站，是法国的一个铁路车站，位于法国城市萨拉拉卡内达。

## 位置
萨拉站位于萨拉拉卡内达市区的南部，距离老城区大约1.5公里，修拉克－卡祖累斯铁路560.137公里处，距离站大约公里。车站大致呈东西走向，开口朝北。

## 概况
萨拉站曾为一个区域性的小型铁路枢纽，但周边地方铁路均已关闭。自1992年修拉克－卡祖累斯铁路萨拉至苏亚克路段关闭后，萨拉站已成为事实上的尽头车站。
萨拉站已于2005年起关闭货运服务。

## 站名
萨拉站的官方名称并非萨拉拉卡内达站。

## 设施
萨拉站设有人工售票窗口，其开放时间如下：
- 周一至周五：5:45~13:00和14:00~19:50
- 周六：7:15~12:00和13:00~20:00
- 周日及节假日：7:15~13:00和14:00~20:00

此外，萨拉站站内还设有自动售票机等设施。

## 停靠线路
以下列车线路在萨拉站停靠：
| 萨拉站列车线路表 |      |            |          |              |
| 线路             | 车种 | 上一站     | 下一站   | 大致运行频率 |
| 波尔多—萨拉      | TER  | 圣西普里安 | （终点） | 每天6趟左右  |
| 1.               |      |            |          |              |

## 配套交通

### 长途客车
| 停靠萨拉站的大巴车       |                                  |                                                                  |
| 上下车地点               | 运营单位                         | 主要线路及目的地                                                 |
| 巴斯德广场 Place Pasteur | 多尔多涅省城际客运 Transperigord | - 7号线：蒙提尼亚克、圣皮耶尔德希尼亚克、佩里格                  |
| 萨拉站门口               | 多尔多涅省城际客运 Transperigord | - 6号线：卡尔萨克艾拉克、卡尔维阿克昂佩里戈尔、苏亚克            |
| 萨拉站门口               | SNCF Car TER                     | （当铁路线施工或罢工时，SNCF可能提供途径该线路沿途站点的大巴车） |
| 1. 2. 3.                 |                                  |                                                                  |

### 市内交通
萨拉站门口每周一至六每天开行三班前往萨拉市区的摆渡公交。

### 社会车辆
萨拉站门口设有社会车辆停车场。

## 临近车站
| 萨拉站（Gare de Sarlat）       |                      |                               |
| 上行车站                       | 线路                 | 下行车站                      |
| 圣西普里安站                   | 修拉克－卡祖累斯铁路 | （终点） 萨拉以东的路段已关闭 |
| - 本表仅显示运营中的线路及车站 |                      |                               |